# Paraclius claviculatus
Paraclius claviculatus är en tvåvingeart som beskrevs av Friedrich Hermann Loew 1866. Paraclius claviculatus ingår i släktet Paraclius och familjen styltflugor. Inga underarter finns listade i Catalogue of Life.